# CMG C603
 (août 2016).
Pour les articles homonymes, voir CMG.
Le CMG C603 est un cyclomoteur de fabrication algérienne.

## Histoire
Le CMG 603 est fabriqué en Algérie de 1974 jusque dans les années 1980/1990 par la société Cycma (Cycles, Motocycles et Applications) dans le complexe Constructions mécaniques de Guelma (CMG).

## Équipement
Le cyclomoteur est doté d'un moteur monocylindre à deux temps de 49 cm3 refroidi par air, avec boite automatique. Roues AV et AR : 2"1/4 x 17".

## Variante
Le CMG C607 est le modèle avec amortisseur arrière.